# Chibuto (district)
Het Chibuto District is een district in de Provincie Gaza in het zuidwesten van Mozambique. De hoofdstad is Chibuto.